# Comtat Venaissin
Comtat Venaissin (phát âm tiếng Pháp: [kɔ̃ta vənɛsɛ̃]; tiếng Provençal: lou Coumtat Venessin, tiếng Mistralian quy chuẩn: la Coumtat, quy chuẩn cổ điển: lo Comtat Venaicin; 'Bá quốc Venaissin'), thường được gọi tắt là Comtat, nó là một phần của Lãnh địa Giáo hoàng (1274‒1791), địa giới của nó ngày nay thuộc vùng Provence-Alpes-Côte d'Azur của Pháp.
Toàn bộ khu vực này được bao bọc bởi Vương quốc Pháp, bao gồm khu vực xung quanh thành phố Avignon (bản thân nó luôn là một địa điểm riêng biệt) khoảng giữa Rhône, Durance và Mont Ventoux, và một vùng đất nhỏ nằm ở phía Bắc xung quanh thị trấn Valréas do Giáo hoàng John XXII mua lại. Comtat cũng giáp (và hầu hết bao quanh) bởi Thân vương quốc Orange. Ngày nay khu vực này vẫn được biết đến với cái tên không chính thức là Comtat Venaissin, mặc dù không còn ý nghĩa về mặt chính trị nữa.